# Жёлтый Брод
Жёлтый Брод (укр. Жовтий Брід) — село на Украине, основано в 1620 году, находится в Романовском районе Житомирской области.
Население по переписи 2001 года составляет 167 человек. Почтовый индекс — 13010. Телефонный код — 4146. Занимает площадь 64,5 км².

## Адрес местного совета
13010, Житомирская область, Романовский р-н, с.Прутовка, ул.Ленина, 4